# Flogo

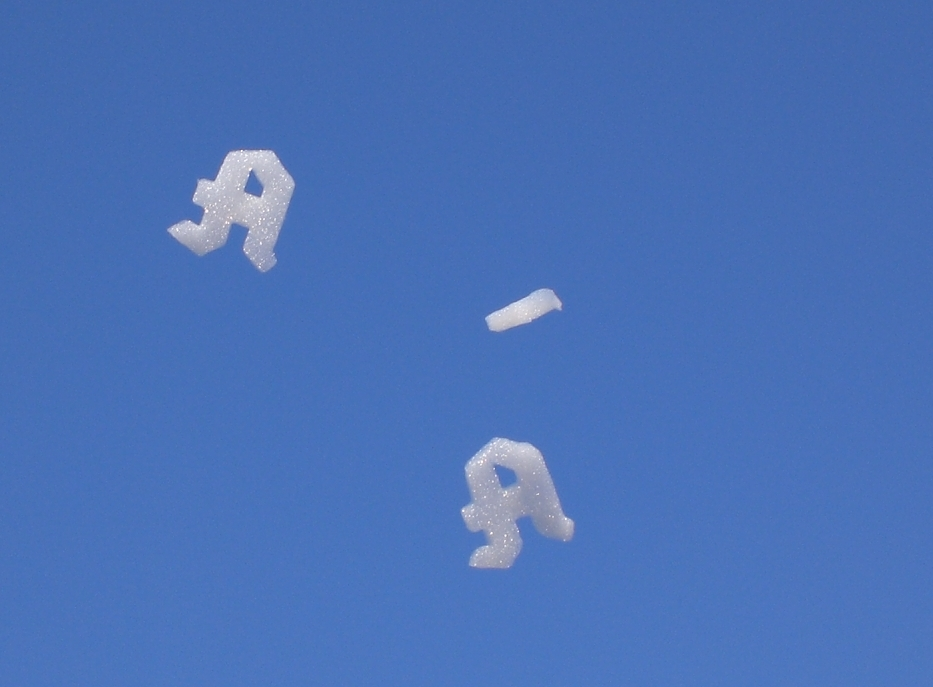
Flogo in Form eines Apotheken-A

Flogos (Kunstwort aus „flying“ bzw. „fliegende“ und „logos“) sind formstabile, individuell gestaltbare Motive aus Schaum, die Indoor oder Outdoor eingesetzt werden können und in die Luft aufsteigen. Es kann mit ihnen der Himmel beschriftet werden, weshalb sie häufig mit dem Begriff „Skyvertising“ oder Luftwerbung in Verbindung gebracht werden. Im Wesentlichen wird Helium-gefüllter Seifenblasen-Schaum durch eine Schablone in Form gebracht.

## Erzeugung und Aufstieg

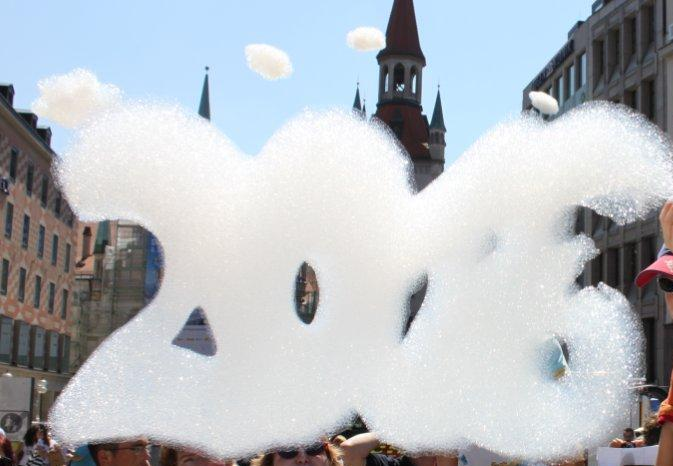
Flogo als Jahreszahl „2016“

Eine relativ flache Box wird auf 3-fache Höhe zum Würfel hochgefaltet, der je nach Typ ungefähr 75 oder 100 cm Seitenlänge aufweist. In dieser Maschine wird ein flaches, rundes Becken mit wässrigem Seifenfluid gefüllt. Ein Helium-Luft-Gemisch, das durch 3 bis 4 vielporige Düsen am Grund strömt, bewirkt das Aufschäumen einer Säule, die im textilen, zylindrischen Schacht nach oben steigt. Dabei rinnt Wasser aus den Lamellen der Schaumbläschen im Gegenstrom nach unten ab, der Schaum wird „trockener“, also tropffrei, leichter und formstabiler. Zuoberst dringt der Schaum eventuell durch ein Gitter und die ausgeschnittene Öffnung einer Schablone, die somit das Logo 2-dimensional formt. Nach Ausbildung einer passenden (oben überstehenden) Schichtdicke, wischt ein dünnes Rohr knapp über die Schablone und trennt damit ein flächiges Schaumstück, das Flogo, ab.
Ist der Schaum nun leichter als die umgebende Luft, steigt das daraus geformte Stück auf. Alle etwa 30 Sekunden wird ein neues Flogo fabriziert. Um den Schaum zu schonen, passiert dies hinter einem Rundum-Windschutz. Damit das Objekt im Flug möglichst lange zu sehen ist, soll es nur langsam aufsteigen und nur geringe Windgeschwindigkeit und möglichst keine Luftturbulenz vorliegen. Um ein nicht drehsymmetrisches Logo dabei aufrecht zu zeigen, wird es (bildmäßig:) unten durch Schäumen mit mehr Luftanteil schwerer und oben durch mehr Heliumanteil leichter gefertigt. Das gelingt durch getrennte Regler für jede Gassorte und verschiedene Düsen. Wenn im Flug noch etwas Wasser innerhalb des Schaums nach unten rinnt, wird die eingestellte Flugtendenz noch verstärkt.
Die Schaumstücke benötigen zum Steigen und Abdriften einen trichterförmigen Freiraum nach oben. Die Richtung bestimmt der Wind oder indoors die Strömung der Lüftungsanlage. Flogos steigen langsamer als Latex-Luftballons.
Die dadurch kleinere Reynoldszahl und die unrunde, flächige Form fördert eine stabile Fluglage bei eher laminarer Umströmung, während eher kugelige Luftballons durch mehr Turbulenz stärker torkeln. Die Schaum-Logos leben bis zu wenigen Minuten und können bis zu 1500 Meter hoch steigen und Strecken von bis zu 10 Kilometern zurücklegen, während sie sich durch laufendes Platzen der Bläschen in Tröpfchen aus Detergent auflösen. Als bloßer Schaum stellen sie – festkörperfrei – für Luftfahrzeuge und Strahltriebwerke praktisch keine Gefahr dar und sind somit genehmigungsfrei.

## Auftrieb, Lamellendicke und Dynamik
Dem Dichteunterschied von Helium gegenüber Luft entspricht dem maximal erzielbare Auftrieb pro Volumen von etwa 1 Gramm pro Liter. Schaum, der aufsteigt, hat daher eine geringere Lamellenmasse pro Volumen des Schaums. 1 g/L entspricht gerade 1/1000 von Wasser. Betrachtet man Blasen inmitten des Schaumes vereinfacht als würfelförmig, so muss der Gasinhalt EINER Blase genau die Lamellen von DREI Würfelseiten tragen. Damit sich das mit dem Füllgrad = 1/1000 ausgeht, kann bei vergrößerter Betrachtung ein Würfel von 1 Kubikmeter Größe mit Lamellen von genau 1/3000 m = 1/3 mm Dicke belegt werden. Blasen von realistisch kleinem Durchmesser von 3 mm könnten eine Wanddicke von entsprechend 1 Mikrometer haben. Tatsächlich wird diese Dicke deutlich unterschritten, da 1. die in der Lamelle konzentrierte Seifenlösung deutlich dichter als Wasser ist und 2. das Blaseninnere auch deutlich weniger als 100 % vom Traggas Helium, sondern auch Luft enthält.
Genauere Modelle würden berücksichtigen, dass der Gasinhalt der Blasen unter etwas höherem Druck als die umgebende Atmosphäre steht, da die Oberflächenspannung der Seifenlösung über Zugkraft der Lamellen einen zusätzlichen Druck ausübt. Blasen in feuchtem Schaum werden ziemlich wasserdampfgesättigt sein, Luft außerhalb des Schaums kann jedoch „trockener“ sein. Schaum steht unter einem gewissen Einfluss von Wärmestrahlung von rundum und Verdunstungskälte seines Wasseranteils. Dynamisch ist zu berücksichtigen, dass Helium und etwas Wasserdampf durch die Lamellen nach außen diffundiert (und ganz wenig Luft in die Gegenrichtung). Blasen, die an der Oberfläche durch mechanische Strapaz (durch Luftzug) und Austrocknung platzen entlassen zwar ihren ganzen Traggasinhalt ins Freie, doch zerstäuben nur einen Teil ihrer aliqoten Lamellenmasse. Ist die Umgebungsluft an Wasserdampf übersättigt, könnte Wasser am Schaum auch als Tau kondensieren, sowie auch kleine Regentropfen und leichte Schneeflocken eingefangen werden.

## Motive

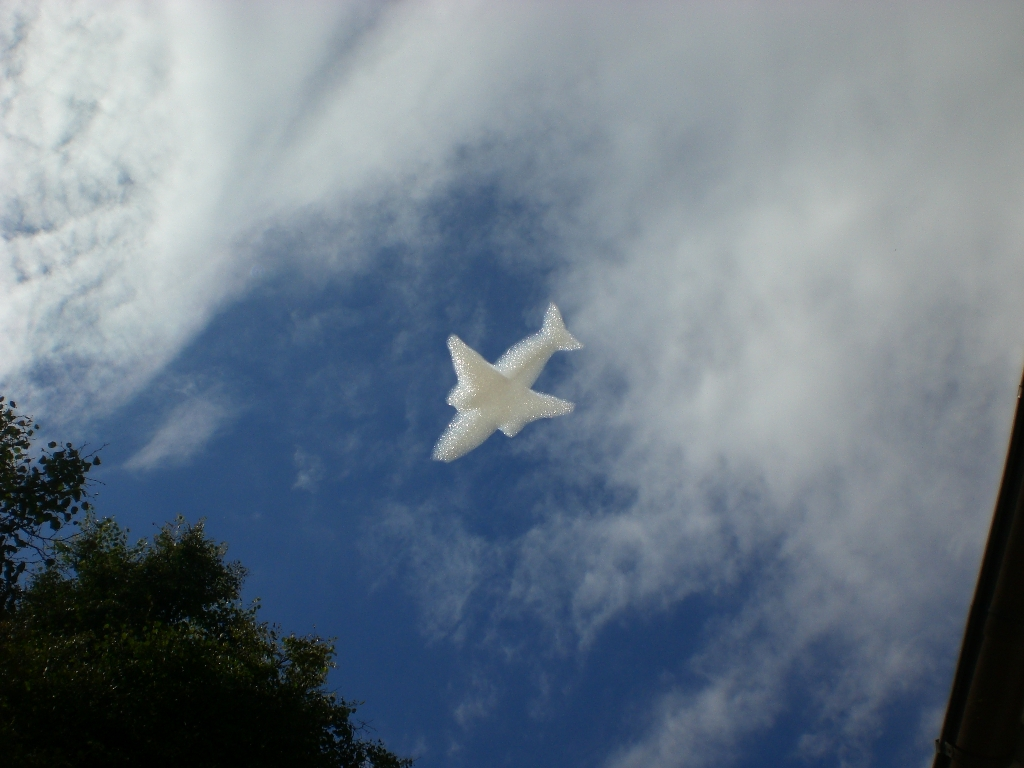
Flogo in Form eines Flugzeugs

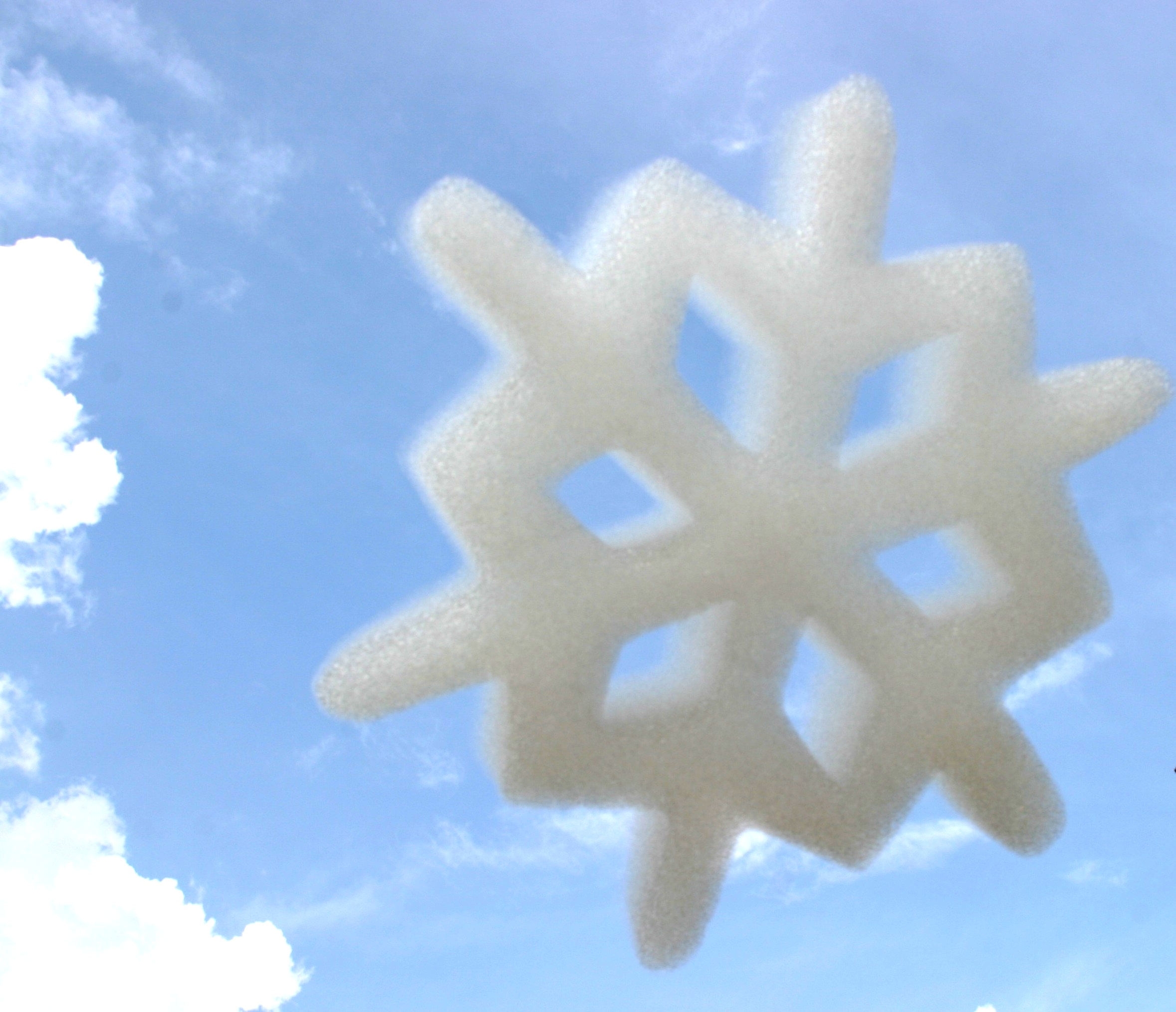
Flogos-Schneeflocke

Flogos werden individuell gestaltet und können Buchstaben, Firmenlogos, Schriftzüge, Zahlen oder sonstige Symbole darstellen. Die Größe von knapp 100 cm erlaubt auch die Form komplexerer Motive.

## Einsatzgebiete
- Marketingmaßnahmen, z. B. Promotion-Aktionen, Guerilla-Marketing-Kampagnen, Sponsoring
- Veranstaltungen, z. B. Firmenfeiern, private Feste, Stadtfeste, Musikfestivals
- Festinstallationen, z. B. Sponsoring in Stadien, Theater- oder Show-Bühnen, Freizeitparks
- Video und Filmaufnahmen